# Simulador quirúrgico

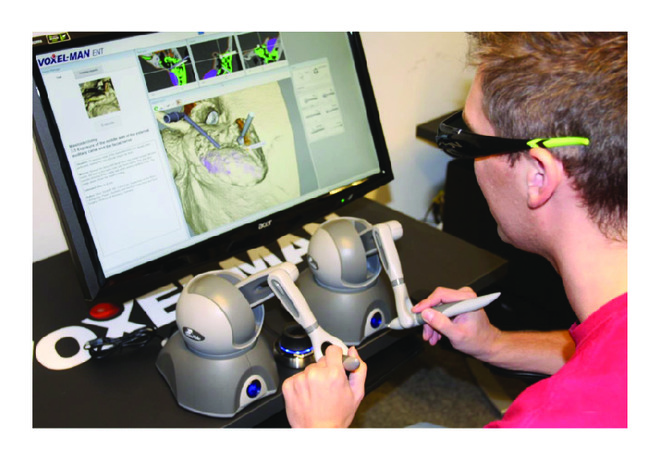
(a) Diseño experimental, (b) vista en primera persona y (c) métricas de rendimiento automáticas generadas por el simulador Voxel-Man TempoSurg.

El simulador quirúrgico es una computadora con tecnología desarrollada para simular procedimientos quirúrgicos con el objetivo de entrenar a médicos profesionales, sin la necesidad de un paciente, cadáver o animal. El concepto surge desde 1980 con los videojuegos pero es hasta 1990 con gráficas tridimensionales y en 2000 con el uso de sensores de movimiento para situaciones reales (control de movimiento) que tienen la capacidad tecnológica para simular un movimiento real. El tipo más común de cirugía realizada con este método es la cirugía laparoscópica aunque también ha sido utilizada para pruebas y experimentos previo a cualquier otro tipo de procedimiento.

## Usos
Los simuladores quirúrgicos son usados generalmente para la preparación de estudiantes de medicina y cirujanos en metodologías quirúrgicas específicas sin el uso de animales o cadáveres para posteriormente poder trabajar con pacientes. Son adaptados para dos tipos de habilidades necesarias para la cirugía coordinación óculo-manual y la habilidad de poder realizar movimientos tridimensionales usando como guía una pantalla bidimensional. La coordinación óculo-manual ha mejorado gracias a que la simulación puede dar ambas retroalimentaciones, una mediante la pantalla y la otra por medio de la reacción táctil que simula la manipulación de órganos y tejidos.
El tipo de realidad virtual es frecuentemente usada para el entrenamiento de cirujanos en procedimientos laparoscópicos, ya que normalmente no es posible ver cirugías. El simulador utiliza una pantalla que despliega gráficas tridimensionales sobre los órganos siendo operados. Diversas herramientas o guantes quirúrgicos son conectados a un sensor de movimientos y táctil o reacción táctil mecanismos en donde el usuario puede sentir físicamente la diferencia entre tejidos y órganos simulados. El usuario puede "realizar una cirugía" sobre órganos virtuales por medio de la manipulación de herramientas, las cuales son desplegadas en la pantalla mientras el usuario las manipula, las herramientas también proporcionan fuerza-reacción y detección de colisiones para indicar al usuario cuando los tejidos u órganos están en movimiento. Introduciendo datos desde tomografía computarizada por sus siglas en inglés (CT) e imagen de resonancia magnética (MRI) siglas en inglés, los escáneres del paciente pueden ser remplazados por el ambiente virtual. Las simulaciones también proporcionan más entrenamiento intensivo con la introducción hacia casos y complicaciones poco comunes.
Sin embargo, el uso de estos simuladores tiene sus limitaciones. Mientras los beneficios significativos han sido vistos con su uso en principiantes, su eficacia disminuye así como el procedimiento es repetido con estudiantes buscando un punto muerto. Para los cirujanos con más experiencia, el uso de estos simuladores tiene un uso limitado.

## Desarrollo de la tecnología
La cirugía virtual como un concepto para estimular procesos y entrenamientos quirúrgicos surgieron en la industria de los videojuegos. Los videojuegos para entretenimiento han sido una de las más grandes industrias en el mundo por un tiempo. No obstante, a inicios de 1980, compañías como Atari empezaron a trabajar en ideas sobre como utilizar el mundo de los videojuegos para entrenar personas en diferentes tareas y profesiones. Jóvenes entrenadores en el campo de la medicina muestran grandes habilidades de coordinación óculo-manual y un desarrollo rápido del pensamiento crítico comparado con aquellos que nunca han jugado. A pesar de que las gráficas eran extremadamente limitadas, Atari comenzó a desarrollar tipos de simuladores relacionados con temas del cuidado de la salud. Este tipo de entrenamiento fue introducido con gran incertidumbre hasta que estudiantes a mediados de 1980 comenzaron a demostrar que este nuevo concepto tenía futuro.
Sin embargo,las gráficas y limitaciones interactivas de los videojuegos obstaculizan su desarrollo y utilidad hasta 1990, cuando compañías como Nintendo y Sony comenzaron a producir gráficas polígono tridimensionales para generar el concepto de “realidad virtual.” Este concept mejoró con el lanzamiento de Wii sistemas que permitieron una mejor manipulación sobre la realidad virtual a través de sensores de movimiento. Estudios demostraron que el nuevo método de interacción mejoró la coordinación y la percepción de espacio. Los avances también permitieron a la tecnología pasar de un “juego” a un “simulador.” El sistema quirúrgico DaVinci programó su primer simulador quirúrgico lacroscópico en 2005, su precisión y diseño hicieron que fuera aceptado fácilmente por los cirujanos. Mientras que la mayoría de la tecnología ha sido utilizada generalmente para el entrenamiento quirúrgico, también ha sido utilizado para planificar cirugías específicas. La primera cirugía virtual ( en donde la cirugía real es seguimiento de la práctica virtual) se llevó a cabo el 17 de agosto de 2009 cuando el Dr. David Clarke en Halifax, Nueva Escocia removió un tumor cerebral 24 horas después de remover un tumor simulado. En 2010, varios hospitales tenían un tipo de simulación tecnológica disponible para médicos profesionales, especialmente para el entrenamiento de procesos de laparoscopia.
El uso de este tipo de tecnología simuladora continúa siendo relevante, especialmente con las nuevas generaciones de estudiantes de medicina. Estos estudiantes han crecido con ambos entretenimientos: videojuegos y juegos serios, los cuales se desarrollaron con propósitos educativos, haciendo el uso de simuladores más efectivo y aceptable. Estos estudiantes han enseñado más fácilmente beneficios de este tipo de entrenamiento, especialmente en áreas de métodos laproscópicos y sutura.

## Ejemplos
El simulador quirúrgico de laparoscopia más extenso en la actualidad es el sistema quirúrgico DaVinci. Es el más nuevo método para practicar procedimientos que involucren la cirugía y el control del dispositivo.El simulador es un tutorial que prepara a un cirujano para una cirugía real sistema quirúrgico da Vinci. Este contiene imágenes en tiempo real, controles idénticos del dispositivo y problemas potenciales que podrían ocurrir en el transcurso de la cirugía real.
Uno de los más populares juegos/sistemas ha sido Trauma Center, un juego basado en resolver acertijos y problemas que podrían ocurrir durante la cirugía. El objetivo del juego es atender a los pacientes que han sufrido accidentes, huesos rotos, sangrado interno y traumas, así como la solución de diferentes diagnósticos y hacer procedimientos quirúrgicos. El objetivo del juego es hacer pensar rápido al usuario y ammeter su habilidad para resolver problemas en la mesa quirúrgica. Cirujanos y expertos en el cuidado de la salud dicen que el juego es perfecto para acelerar el tiempo de toma de decisión en una cirugía porque este juego está basado en presionar al usuario dando un tiempo límite.
Los participantes fueron analizados en Entrenamiento Quirúrgico Mínimamente Invasivo-Realidad Virtual (MIST-VR) 10 veces consecutivas con 1 mes de longitud. La evaluación de habilidades laparoscópicas incluyen tiempo, errores, y el movimiento de mano, medido por un simulador.
El simulador quirúrgico permite realizar movimientos dentro de la cavidad abdominal que son difíciles o no pueden realizarse con la laparoscopia convencional. Tienen una visión real envolvente 3D, parecida a los sistemas de realidad virtual que semejan la visión de un abdomen abierto, mejoran la precisión de los movimientos del cirujano y evitan el temblor.
Otro ejemplo en el área de neurocirugía, en cirugía de columna es un simulador para la colocación de tornillos intrapediculares, este simulador permite recrear la colocación del tornillo de manera precisa guiado por imágenes